# Halvor Dolven
Halvor Dolven (Oslo, 13 april 2004) is een Noors wielrenner.

## Carrière
Als tweedejaars belofte maakte Dolven de overstap naar de opleidingsploeg van Uno-X Mobility. In februari reed hij, namens de hoofdmacht, de Ronde van Antalya. Begin maart won hij de Tour des 100 Communes, een Franse eendagskoers. Later die maand reed hij onder meer de Dorpenomloop Rucphen en de Olympia's Tour. In april stond hij aan de start van de beloftenedities van achtereenvolgens Parijs-Roubaix, Luik-Bastenaken-Luik en Gent-Wevelgem, waarbij plek 31 in die laatste koers zijn beste klassering was. In juni werd hij Noors kampioen op de weg bij de beloften. Twee dagen later werd hij elfde bij de eliterenners. Vanaf augustus liep hij stage bij Intermarché-Wanty. Namens die ploeg nam hij deel aan de Ronde van Leuven, die hij niet uitreed. Zijn seizoen sloot hij af met een derde plaats in Parijs-Tours voor beloften.
In 2025 maakte Dolven de overstap naar Wanty-Nippo-ReUz, de opleidingsploeg van Intermarché-Wanty. Namens de hoofdmacht van de ploeg startte hij seizoen op Mallorca, waar hij deelnam aan drie manches van de Challenge Mallorca. In april van dat jaar werd hij zevende in de Boucle de l'Artois en achtste in Parijs-Roubaix voor beloften. Begin augustus won hij een etappe in de Ronde van de Elzas, waar hij de Duitser Silas Koech versloeg in een sprint-à-deux.

## Overwinningen
2024
Tour des 100 Communes
 Noors kampioen op de weg, Beloften
2025
4e etappe Ronde van de Elzas

## Ploegen
- 2024 –  Uno-X Mobility Development Team
- 2024 –  Intermarché-Wanty (stagiair vanaf 1 augustus)
- 2025 –  Wanty-Nippo-ReUz

Braet · Busatto · Calmejane · Colleoni · De Pooter · Faure Prost · Girmay · Goossens · Herregodts · Kuypers(vanaf 4/4) · Marit · Meintjes · Mihkels · Page · Paquot · Petilli · Petit · Planckaert · Rex · Rota · Smith · Taaramäe · Teunissen · Thijssen · van der Hoorn · Van Hoecke · van Poppel · van Sintmaartensdijk · Zimmermann · Dolven(stagiair)